# Píritu (Portuguesa)
El Píritu se encuentra ubicado al centro-este de Portuguesa, presenta un clima de Bosque Seco Tropical a una altitud de 116 mm con una temperatura promedio de 27 °C y una precipitación media anual de 1.531 mm con períodos de sequía entre diciembre y abril. El Caño Guamal es el principal curso de agua del municipio, existen otros ríos y quebradas intermitentes. Sus suelos, de gran fertilidad, durante los periodo invernales y secos, están constituidos por una capa inicial Orgánica Humífera , seguida por una Limo-Arcillosa, Sedimentaria, propias de un Pasado Geológico; Inundado por grandes extensiones de agua, uniforme en los Llanos Centro-Occidentales Venezolanos.

## Historia
El Municipio Esteller debe su nombre al presbítero Cayetano Esteller, quien prestó servicio en la región entre 1844 y 1884.

### Orígenes de Píritu
La historia de Píritu, ciudad fundadora del municipio, tiene sus raíces en un pleito territorial entre Acarigua y Araure a principios del siglo XIX. Con el objetivo de trasladar a más de 2500 habitantes de Acarigua, el vicario de Araure, Ramón Manuel Tirado, ordenó la construcción de una iglesia en la Sabana de Rabipelado, en el sitio donde hoy se encuentra Píritu. La iglesia, construida con adobes y bahareque, fue bendecida e inaugurada el 2 de marzo de 1809.
Sin embargo, la iniciativa enfrentó oposición. José María Luna, párroco de Acarigua, y el corregidor Juan Chaqueo se negaron a la mudanza, lo que llevó al encarcelamiento de Chaqueo por desobediencia.

### Primeros pobladores
El primer habitante de Píritu fue Joaquín Castillo, conocido como "El Cojo", quien construyó sus rancherías junto a la capilla en desarrollo. El conflicto territorial entre Acarigua y Araure se resolvió el 7 de marzo de 1809, cuando el gobernador de la diócesis de Venezuela, Santiago Zuloaga, ordenó que los pobladores de Acarigua permanecieran en su ubicación original.

### Creación de la parroquia
Ante el crecimiento poblacional, el arzobispo de Caracas, Narciso Coll y Pratt, creó la parroquia de Píritu el 30 de septiembre de 1811, consolidando su identidad como un nuevo asentamiento.

### Fundación y consolidación de Píritu
Píritu nació como consecuencia de los conflictos entre Acarigua y Araure, cuando los habitantes de Araure intentaron separar a los de Acarigua. Como parte de este proceso, se seleccionó un sitio adecuado para la iglesia en Rabipelado, ubicado al otro lado del río Acarigua. Para esta tarea, el vicario Ramón Manuel Tirado encargó a los peritos José Aguado de Suárez, Alonso Díaz Escalona, Luis Perlasa y José González la evaluación del terreno.
El 19 de diciembre de 1805, se colocó una cruz alta en el sitio señalado, que sería el lugar definitivo de la iglesia. Sin embargo, cuando la iglesia fue finalmente inaugurada y bendecida el 2 de marzo de 1809, los pobladores de Acarigua no asistieron, quedando solo los lugareños, quienes finalmente consolidaron la comunidad.
De acuerdo con registros históricos, el primer poblador de Píritu fue Joaquín Castillo, quien estableció su morada junto a la iglesia en construcción, dando inicio al desarrollo del poblado.

## Creación de la parroquia y primeros curas
Tras la inauguración de la iglesia, se estableció un caserío en sus alrededores, cuya población se dedicó principalmente a la agricultura. Ante la necesidad de contar con un sacerdote que atendiera el servicio religioso, el arzobispo Narciso Coll y Prat creó la parroquia de Píritu el 30 de septiembre de 1811.
El primer capellán fue el presbítero José María Tirado, quien ejerció el cargo por poco tiempo. Posteriormente, el puesto fue ocupado por Ramón Manuel Tirado hasta 1815. En 1819, asumió la labor pastoral el padre Narciso Pelayo, quien sirvió hasta 1851, año en que falleció en Ospino. Su sucesor, el presbítero Rafael Jaen, desempeñó el cargo por un período breve, y en 1852 fue relevado por el padre Cayetano Esteller, quien también servía en La Aparición desde 1844.
El padre Esteller, como era conocido, dedicó más de 40 años al servicio de la parroquia hasta su fallecimiento.

## El Topónimo Píritu
El nombre Píritu deriva de una palmera abundante en la zona. A los nativos y al sitio se le llamó así. El nombre es netamente originario, en Caribe Píritu y en Cumanagoto Pirichu.
El género y especie de la palmera es Bactris piritu Wendl. ex H.Wendl., de 5 a 7 m de altura. Tallo recto, delgado, espinoso. Hojas pinnadas de 2 a 3 m de largo. Racimos de 30 o 50 frutos; de endocarpio jugoso, rosado, agridulce. Semilla dura y negra. Crece en grupos o cepas en lugares húmedos de sabanas y bosques.

## El distrito Esteller
A principios de la década de 1890, durante el gobierno de Raimundo Andueza Palacios, la población de Píritu vivió un acontecimiento de gran trascendencia histórica con su elevación a la categoría de distrito.
La legislatura del estado Portuguesa, en reconocimiento a las virtudes y abnegación del presbítero José Cayetano de la Concepción Esteller Sosa, más conocido como el padre Esteller, inmortalizó su memoria al otorgarle su nombre al nuevo distrito Esteller.
Este distrito fue el octavo creado en Portuguesa y el único en el estado que lleva el apellido de una persona. En el momento de su creación, el padre Esteller, con 78 años y enfermo, tuvo el honor de asistir a la instalación del primer Concejo Municipal de Píritu, celebrada el 1 de febrero de 1891.
El distrito Esteller quedó conformado por:
- Municipio Independencia, con capital en Monigote.
- Municipio Fraternidad, con capital en Boca de Guache.
- Píritu, que se convirtió en la capital del distrito, con una extensión territorial de 650 km².

Actualmente, tras la reorganización político-territorial, el antiguo distrito fue sustituido por el Municipio Esteller, conformado por dos parroquias: Esteller y Uveral.

## Límites
- Norte: Municipios Araure y Páez
- Sur: Municipio Papelón
- Este: Municipios Turén y Santa Rosalía
- Oeste: Municipio Ospino

### Organización parroquial
| Parroquia           | Superficie | Población   | Densidad        |
| ------------------- | ---------- | ----------- | --------------- |
| Píritu (Portuguesa) | 754 km²    | 44.945 hab. | 53, 92 hab./km² |

## Geografía

### Ubicación
El municipio Esteller se encuentra ubicado al noreste de Portuguesa. Píritu es la capital del municipio Esteller, con las siguientes coordenadas geográficas: latitud Norte 9° 2218” y longitud oeste 69°12′30″. Presenta un clima de Bosque Seco Tropical a una altitud de 116 m s. n. m. con una temperatura promedio de 27°C y una precipitación media anual de 1.531 mm con períodos de sequía entre diciembre y abril

### Hidrografía
El caño Guamal es el principal curso de agua del municipio, existen otros ríos y quebradas intermitentes como el balneario quebrada de Leña.

### Orografía
Sus suelos, de gran fertilidad, durante los periodo invernales y secos, están constituidos por una capa inicial Orgánica Humífera, seguida por una Limo-Arcillosa, Sedimentaria, propias de un Pasado Geológico; Inundado por grandes extensiones de agua, uniforme en los Llanos Centro-Occidentales Venezolanos.

### Límites
Norte; Municipio Araure y Municipio Páez (Portuguesa), Sur; Municipio Papelón, Este; Municipio Turén y Municipio Santa Rosalía (Portuguesa), Oeste; Municipio Ospino.

## Hidrografía
Los principales cursos de agua son el río Guache límite con el municipio Ospino y numerosos caños y quebradas que en su mayoría tienen las nacientes en las inmediaciones de Choro; estas son Quebrada de Leña (Patrimonio Natural), Bumbi, Rabipelao, Tucuragua, Agua Blanca, Machucagente, Leñita, El Tigirto, entre otros. Además Chispa, Taparones (Taparaquí), Tunze, Bucaral, Negrones etc.

## Tipos de Suelos
Poca es la variabilidad de los suelos en cuanto a sus características, generalmente se presentan profundos al norte de Píritu, de texturas medias y fertilidad entre media a alta con buen drenaje con inclusiones de suelos pesados. En ciertos lugares se encuentran suelos pesados de drenaje imperfecto. Suelos desde el punto de vista taxonómico: Ustropepts, Haplustolls y Tropaqueptsl, arcillosos imperfectamente drenados. Hacia el oeste, se presentan suelos pedregosos (con grava o piedra entre 25 y 50 cm), cerca del 1% de la superficie está cubierta de piedras.

## Flora
En el sector norte del municipio, su vegetación natural ha sido sustituida por agricultura mecanizada, hacia el sector este, específicamente a lo largo del caño El Guamal, aún se encuentra vegetación que se asocia a un bosque tropical semidesiduo, anteriormente con abundante vegetación predominando mijaos, samanes, apamates, robles, caobas, yagrumos, camorucos, entre otros. Igualmente plantas de mediano y bajo porte tales como palmeras; píritus, cubarros y yaguas; acacias, meleros, pesjuas, titiaras, riqui-riquis, helechos, etc. Sin embargo la intervención de estos bosques para el uso agrícola de los suelos los ha degenerado y desaparecido otros.

## Fauna
Caracterizado en un principio por la presencia de aves de diferentes géneros, con abundancia de palomas maraqueras, tortolitas, raboblancos, tujuas; y pájaros de gran diversidad: turpiales, azulejos, tucusitos, querrequeres, arrendajos, orihuelos, etc. Igualmente loros, pericos, gavilanes, lechuzas, guaitacaminos, entre otros.
También la presencia en sus ambientes naturales de las especies faunísticas: venados, picures, cachicamos, lapas, ardillas, zorros, cunaguaros, guaches, etc. En los ríos, quebradas y lagunas: Bocachicos, palambras, chorroscos, corronchos, palometas, cachamas, bagres, sardinas, etc.
Cabe destacar que muchos géneros faunísticos de este municipio inician un proceso de desequilibrio en las últimas décadas debido a los desajustes ambientales.

## Medios de Comunicación

### Radio
- Impacto: No Transmiten
- Hosanna: No Transmiten
- Unika 103.1 FM: Web UNIK 103.1fm Unik En Su Estilo
- Fortaleza 102.5 FM: No Transmiten
- Radio Parapara: No Transmiten
- "La Voz del Piriteño 104.1 FM: No Transmiten
- Vive 106.1 FM: No Transmiten
- Piritu Radio

### Televisión
| Estaciones de TV | Inicio    | Ciudad              | Temática    | Tipo de Propiedad | Página Web     | Propietario |
| ---------------- | --------- | ------------------- | ----------- | ----------------- | -------------- | ----------- |
| Proben TV        | 2006-2014 | Píritu (Portuguesa) | Variedades  | Privado           | no tiene       |             |
| Píritu TV        | 2011-2016 | Píritu (Portuguesa) | Comunitaria | Público           | notiene        |             |
| Esteller Tvs     | 2017-2018 | Píritu (Portuguesa) | Variedades  | Privado           | redes sociales |             |

## Altitud
Se encuentra a una altitud de 175 m s. n. m. . El territorio municipal varía escasamente esta altura por el bajo grado de pendiente.

## Orografía
El relieve está conformado por pendientes entre 0 y 4%.

## Temperatura
La media anual es de 27 °C (últimos años). Bosque seco tropical.

## Precipitación
Anual 1531 mm (últimos años)

## Vialidad
Acceso a la autopista José Antonio Páez por la carretera nacional Píritu – La Flecha asfaltada, permite la comunicación con Acarigua, Guanare y otras ciudades centrales y occidentales.
La carretera nacional La Flecha-Píritu – Turén ha sido sustituida por un par vial (autopista) concluida en un 100% hasta mediados de 2014, quedando inconclusos los puentes Leña, Bumbí y El Guamal en la misma construcción. El par vial es vía de acceso a la Colonia Agrícola de Turén, Santa Rosalía, río La Portuguesa, etc.

## Economía
La actividad económica más relevante del municipio es la agrícola. Las tierras son preservadas exclusiva y permanentemente para la agricultura, debido a las excelentes condiciones para su desarrollo y por constituir un patrimonio escaso a nivel nacional. Los rubros de producción son: maíz, sorgo, arroz, caña de azúcar, ajonjolí y girasol. Las áreas agrícolas están ubicadas en su mayoría al sur del municipio. Otros rubros agrícolas de menor escala son la soya, frijol, quinchoncho, etc.
En cuanto al sector agrícola animal destacan, en baja proporción, la ganadería bovina y porcina.
La población laboral está distribuida entre la agricultura y el comercio formal e informal.

### Carreteras de acceso a zonas rurales
- Píritu – Uveral 70 % asfaltada
- Píritu – Banco del Pueblo de grava
- Píritu – Agua Blanca de grava
- Píritu – La Gutierreña – Mata de Palma de grava

## Gastronomía

### Comidas típicas
Uno de los platos favoritos delpiriteño es el sancocho, prácticamente no falta los fines de semana en la mayoría de las casas para el almuerzo. Tradicionalmente son de carne de res, costilla, hueso rojo, mondongo, gallina criolla, pollo, pescado o el típico cruzado consistente en cualquier tipo de carne de res con pescado o pollo. Es de resaltar que el pabellón criollo es muy consumido por la población, no falta en los restaurantes de la ciudad. Además de estos se encuentra la caraota con arroz, el que últimamente ha sido desplazado por la caraota con pasta.
También la cachapa un plato típico territorial de la población piriteña, se prepara con maíz tierno, se muele y luego se amasa con la misma leche líquida del maíz, se puede acompañar con mantequilla, cualquier tipo queso o jamón.
Pero por cosa de la situación económica muy raro el que hace el sancocho
Las empanadas: carne mechada, pollo, queso, pabellón, etc.
Los dulces de Pepe Gallegos. Variedad de dulces criollos: lechosa, leche, higo, piña, arroz con leche, arroz con coco entre otros, suspiros, quesillo, galletas, y diversidad de panecillos.
Los dulces de Monche Miranda: lechosa, higo, leche, mango, etc.

### Dulces y bebidas
Los pan de hornos de Pedro Matute
Las casitasde la familia Vargas: Tortas a base de harina y caramelos.
El amorcito: Bebida alcoholizada preparada por la familia Gallegos Castillo, generalmente es consumida en reuniones y eventos especiales.

## Economía
Su economía se basa principalmente en la producción agrícola, al norte del municipio esta actividad es altamente mecanizada y ha sustituido gran parte de la capa vegetal natural. También cuenta con una moderada Industria Metalmecánica, para la construcción y reparación de maquinaria pesada.
Presenta una creciente actividad comercial, fundada en la compra y venta de otros rubros para sustento del consumo humano, tales como: maíz, ajonjolí, arroz, girasol, quinchoncho, caña de azúcar, sorgo y una variedad de crías que van desde el ganado vacuno en grandes extensiones de tierras aptas para esta actividad. Cuenta con granjas porcinas, caprinos, avícolas y siembra de pescados entre lo que destacan la cachama y el pargo rosado.

## Municipio Esteller
El Municipio Esteller es uno de los 14 municipios que forman parte del Estado Portuguesa, Venezuela. Tiene una superficie de 754 km² y una población de 37.782 habitantes (censo 2001). Su capital es Píritu. Está conformado por las parroquias Píritu y Uveral.

## Geología
Litología (parte de la geología que estudia los estratos geológicos, estructuración y texturas), aluviones recientes.

## Geomorfología
El norte de Píritu se caracteriza por medios deposicionales de planicie de desborde, donde predominan bancos altos asociados con grandes capas, además de sectores con vegas arenosas parcialmente cubiertas. En esta zona, existen áreas localmente afectadas por inundaciones ocasionales.
En el sector este del municipio, cerca del caño Guamal, los medios deposicionales de planicie de desborde presentan influencia de planicie de explayado, conformada por pequeños diques, grandes capas y bancos de desbordamiento con múltiples ramificaciones, formando pequeños bancos que delimitan posiciones de bajío.
Al oeste de Píritu, en dirección al río Guache, predominan los medios deposicionales de planicie de explayado, definidos por ejes rectilíneos pedregosos bordeados por amplias capas de desbordamiento y pequeños bancos arenosos. Asimismo, se observan medios deposicionales de planicie de desborde con influencia de planicie de explayado, caracterizados por una combinación de cauces y albardones de orilla en la parte superior, con salidas de madre y pequeñas cubetas en la sección inferior de la planicie aluvial.

## Caseríos
Destacan: Yacurito, Choro Araguaney, Choro Gonzalero, Mata de Palma, Banco del Pueblo, El Pereño, Sabana Grande,Banco de las Cocuizas, Higueronal, Banco del Pueblo, Negrones, Uveral, Matapalo Abajo, El Guasimo, El Pajón, Guache, Bucaral, Playoncito , Barrancones, los jobales. El jabillo, jabillito, jabillón, el paradero, negrocito, las trincheras, paujicito, la curva de negrotes, la curva de guasimal, guasimal, las Pavas, maporal, maporalito, los corrales, el consuelo, bucaral, la floridita, cañaveral, los cardones, la mensura, la montaña, cardenillo, mantecal, saman del tigre, el danto, agua blanca, corocito, yacurito , la isla , san Jorge, corralito, banco morales.

## Deportes
En la jurisdicción, la actividad comenzó a dar sus primeros pasos a partir del año 1965 de la mano de Filiberto Rodríguez en las instalaciones del Parque de Recreación Dirigida, ubicado en la localidad de Píritu Edo Portuguesa específicamente en el sector Barrio Obrero. Más tarde en el año 1975 debido al gran número de jóvenes entusiastas, se construye un estadio mixto para la práctica del Béisbol y el Fútbol en la avenida Rómulo Gallegos del mencionado Municipio. Luego en el año 1980 ante tal número de personas con inclinación hacia el fútbol, se decide dejar solo para la práctica del deporte Rey, y formar así, la Liga del Municipio denominada "Liga Piriteña" que contaba con pocos equipos de los diferentes sectores del mismo. Las condiciones del estadio no eran las más aptas para el desarrollo deportivo, pese a esto no decayó el interés en la práctica de dicho deporte.
En 1992 se generó un proyecto para la remodelación del estadio y fue aprobado en 2002 por el Fondo Intergubernamental para la Descentralización (FIDES).

### Instalaciones deportivas
- Estadio Limoncito de Píritu
- Parque Recreacional de Píritu
- Gimnasio Cubierto de Píritu
- Estadio de Softbol de Píritu